# Hornera pectinata
Hornera pectinata is een mosdiertjessoort uit de familie van de Horneridae. De wetenschappelijke naam van de soort is voor het eerst geldig gepubliceerd in 1861 door Busk.